# The DJ Producer
Pour les articles homonymes, voir McMillan.
Luke McMillan (né en 1972 à Bath, en Angleterre), plus connu sous le nom de scène The DJ Producer, est un producteur et disc jockey britannique de techno et industrial hardcore. En 2017, il est qualifié de « légende du breakbeat hardcore » par le magazine Traxmag.

## Biographie

### Jeunesse et débuts
Dans ses jeunes années, entre 1986 et 1989, Luke McMillan fait partie de la génération breakdance, culture à laquelle il adhère alors totalement. Luke McMillan déclare avoir eu la vocation après une soirée lors de laquelle Frankie Bones est aux platines devant 1 800 personnes. Il se constitue en deux ans une solide discothèque provenant de labels européens — R&S Records, Hithouse, Go-bang, Music Man, Stealth Records — et américains — KMS, Transmat, Fourth Floor, NU-Groove — à la pointe de la musique house. Il entre dans le mouvement rave, première forme de house totalement britannique. The DJ Producer commence à mixer en 1990, en enchaînant alors du hip-hop lors de soirées à Glastonbury, sous la houlette de John Clark et Mr Dee (Dave Pardue), ses copains de classe.
En 1992, après sa rencontre avec Paul Shurrey et Rob Vega, les deux hommes à l'origine de la société événementielle Fantazia, il participe à la soirée Universe Mind, Body, Soul and the Universe le 11 septembre 1992, orientée breakbeat hardcore ; c'est alors la première rave britannique à recevoir un DJ du continent, en l'occurrence l'Allemand Tanith, qui joue lui de la techno. Quoique ne connaissant pas bien le style, mais afin d'offrir un bon accueil à Tanith, Luke McMillan décide de jouer un set orienté techno. Le succès est total, le son totalement nouveau au Royaume-Uni joué juste avant Tanith lui vaut les ovations des 20 000 personnes présentes, et la vente de 20 000 copies de l'enregistrement de son set sur cassette. Il participe dès lors à de nombreuses soirées organisées par Fantazia, comme Revelation, Helter Skelter ou Dreamscape, ou encore Uproar ou Hardcore til I Die. Il travaille quasi exclusivement avec un unique MC, à savoir MC Ribbz, qu'il a connu au début des années 1990 et qui assure 90 % de ses sessions lives.
Il publie ses propres créations à partir de 1994, d'abord sous le nom de The Producer, avec *13 chez Edge Records, propriété de Gordon Matthewman. Bientôt menacé de poursuites par une personne prétendant posséder les droits sur ce nom de scène, il change rapidement pour devenir The DJ Producer. À partir de 1996, il devient résident pour une organisation événementielle britannique, Helter Skelter, qui organise des soirées dans un ancien hangar, baptisé The Sanctuary, et en particulier dans la salle « The Technodrome ». Il y rencontre Hellfish, avec qui va se construire au fil des années un partenariat prolifique, en particulier grâce à son label Deathchant qui commercialise bon nombre des premières productions de The DJ Producer. Il tourne bientôt beaucoup au Royaume-Uni, en Belgique, et aux Pays-Bas.

### Années 2000 et 2010
En 2001, son set avec Simon Underground lors de l'événement Thunderdome 2001 est particulièrement remarqué pour son style très innovant. En 2004, Luke publie son deuxième album studio, Doomsday Mechaniks. En 2007, il publie son troisième album studio, Dedicat3d. Le 26 octobre 2007, le label The Third Movement organise un événement consacré à The DJ Producer, intitulé « Dedicat3d: The DJ Producer » au Melkweg, en promotion de son nouvel album. Il participe également, cette année-là, à de nombreuses manifestations, Montagood en Espagne, Astropolis en Bretagne et Électro-Clique à Besançon, en France, Defqon.1 aux Pays-Bas, Glade Festival au Royaume-Uni, ou encore Decibel, Beter kom je niet, Raving Nightmare.
En 2014, il est présent lors du festival Fiercesounds au Japon, de celui de Dour en Belgique où il joue un set très dur allant de 175  à   220 BPM et prend part à la tournée Excess Overdrive de DJ Radium. Il est également présent lors de Raving Nightmare le 8 novembre 2014. En 2017, il est annoncé au Millésime Festival (de retour après 11 ans d’absence) sur la scène rave avec notamment Manu le Malin, Torgull, Le Bask et Tieum.

## Style musical et influences
Il acquiert ses premières platines en 1988. Dès ses débuts, à l'époque de l'acid house, Luke McMillan joue et mixe les morceaux aux sonorités les plus dark. Il apprécie notamment les productions des labels R&S Records, Beatbox, Hithouse Records ou les morceaux comme Mentasm de Joey Beltram, Acid Pandemonium de Mundo Musique ou encore le Dominator de Human Resource. Il mêle alors ces sonorités à celles de la scène rave britannique et au breakbeat hardcore, tout en accélérant le tempo pour donner naissance à des créations qui seront qualifiées a posteriori de hardcore, plus spécifiquement UK hardcore. Il est ensuite fortement inspiré par les productions des labels Rotterdam Records et Mokum Records, pour les basses distordues, nouveauté apportée par le style gabber. Mais il compose également, sous le pseudonyme de Suspicuous Circumstances, des morceaux de drum n' bass, pour le label High Octane Recordings ou en duo avec Chris Maxey sous le nom de groupe The Coalition, au label Hardleaders. Néanmoins, il favorise un son possédant de lourdes basses, le dubstep constituant une sorte de limite basse de son intérêt musical.
Le style musical de The DJ Producer a beaucoup varié, et cela constitue selon lui l'un des fondements de la techno hardcore britannique ; il s'agit également pour l'artiste de toujours produire quelque chose de neuf, ayant « horreur de se répéter ». Il a ainsi produit des morceaux dont le tempo varie entre 135  et   240 BPM. Il lui arrive encore d'intégrer dans ses morceaux des éléments provenant du breakcore ou du drum and bass. Il compose sur Roland TR-909, éventuellement sur une version numérique de la machine, Drumazon, développée par D16 en Pologne,. Il mixe soit aux platines, soit au moyen du logiciel Ableton Live,. Il dit disposer en 2007 d'une collection de 25 000 vinyles.
Il se dit inspiré par les Pink Floyd, Mantronix, Lenny Dee, Frankie Bones, Kevin Saunderson, Derrick May, The KLF, Sheffield Bleep Music, les productions du label Shut Up and Dance Records, Metalheadz, les premiers temps du style UK rave et les pionniers du frenchcore, mais aussi par sa femme et son fils. The DJ Producer a beaucoup collaboré avec des artistes comme Hellfish ou Manu le Malin dans la veine industrial. Il compte, en 2011, plus de trois-cents morceaux à son actif en seize ans de carrière.

## Rebelscum
En 1999, The DJ Producer lance son propre label, Rebelscum. Il s'agit d'un sous-label de Underground Music, dirigé par Crystal Distortion, et pour lequel Rebelscum assure l'activité Artists and Repertoire. Il produit ses propres créations ainsi que celles d'autres artistes produisant de la techno hardcore britannique ou de l'industrial, comme Hellfish, Radium, Bryan Fury, Coffeecore, Strontium, Stormtrooper, Deathmachine, ou encore DJ Akira. Les productions sorties par Rebelscum constituent en quelque sorte, selon The DJ Producer, un battle permanent avec les productions sorties par Deathchant et Hellfish, rappelant ici la culture hip-hop dans laquelle les deux DJ britanniques ont d'abord baigné.

## Discographie notable

### Albums studio
- 1996 : The Producer (Big Nasty Dragon)
- 2004 : Doomsday Mechaniks (46 Records, UWe)
- 2007 : Dedicat3d (The Third Movement)
- 2007 : Future Incognito (The Third Movement)

### Compilations
- 2008 : Operation Obliterate - A Collection of Industrial Love Songs (Psychik Genocide)

### Albums de remix
- 1996 : Helter Skelter The Annual 1995-1996 (The Technodrome) (Helter Skelter Recordings) (CD1 ; CD2 mixé par DJ Clarkee)
- 2001 : Thunder from the Southwest (Model Records)
- 2005 : Raving Nightmare (10 Years) - Nocturnal Rituals (More Music, Underground House Movement) (CD2 ; CD1 mixé par Tommyknocker)
- 2012 : Special Thunderdome Switzerland Mix (Thunderdome Records)

### EP et singles
- 1994 : *13 (Edge Records) (avec DJ Edge, sous le nom The Producer)
- 1995 : Guess My Religion / The Other Side of Reality EP (Semtex Recordings) (vs. Scorpio)
- 1996 : Gaspin 4 Breath EP (Skrewface Records)
- 1996 : Out There Somewhere? EP (State of the Art)
- 1997 :Scratch Junkies EP (Industrial Strength Limited) (avec Manu le Malin)
- 1997 : Retaining the Title (Hardcore Mafia)
- 1997 : The Old School Retaliation EP (Deathchant)
- 1998 : The Uncontrollable and Totally Untameable 12" (Deathchant)
- 1998 : Round 1 EP (Hardcore Mafia) (avec Hellfish)
- 1999 : Anarchy is a Controlled Environment EP (Rebelscum)
- 1999 : The Last Communication EP (Remech Recordings)
- 2000 : The Teknologikal Revolutionary EP (Deathchant)
- 2000 : Come on In EP (Social Parasite)
- 2000 : Spitting Blood (Deathchant) (avec Skeeta)
- 2000 : Deep, Charismatic and Edgy EP (Deathchant)
- 2000 : Remeniscence EP (Hindsight Records) (avec Nick the Kid et DJ Muckley)
- 2001 : Kriminal Breakz (2*12") (Kriminal Breakz)
- 2001 : Last Man Standing (Social Parasite)
- 2001 : The True Creators (12") (Deathchant)
- 2001 : Better the Devil You Know… (Rebelscum) (avec Manu le Malin)
- 2002 : A Journey of Force EP (Rebelscum)
- 2002 : The True Creators Pt2 12" (Deathchant)
- 2003 : Interpretations EP (Rebelscum)
- 2003 : Round III (EP) (Deathchant) (vs. Hellfish)
- 2005 : Dubplate Tectonics (12") (Rebelscum) (avec Deathmachine)
- 2005 : Science Friction / Dead or Alive 12" (Rebelscum) (vs. Bryan Fury)
- 2006 : Prism Break / Subculture Roughneck 12" (Kalibrate) (avec Hellfish)
- 2007 : Breaks the Unbreakable (The Third Movement)
- 2007 : Pro EP (The Third Movement) (avec DJ Promo)
- 2007 : Out of Control / Defending the Title 12" (Hardcore Mafia Revenge)
- 2007 : Knowledge (Is Power) (Rebelscum)
- 2008 : Problematic Frequency (The Third Movement)
- 2009 : Pro II EP (The Third Movement) (avec DJ Promo)
- 2011 : The Abominable / Blood Clot Techno (PRSPCT XTRM) (avec Bong-Ra)
- 2011 : Never Look Back / The Difference Between (Killing Sheep Records) (avec Tymon)
- 2013 : Come Hell or High Tempo (Rebelscum) (avec Deathmachine)